# Monergismo
Il monergismo [dal greco mono (da solo), e ergazomai (opero)] nella teologia cristiana protestante è la teoria secondo la quale soltanto lo Spirito Santo sia agente di conversione, cioè che soltanto l'azione sovrana di Dio porti di fatto una persona a reindirizzare l'intera sua vita verso Dio seguendo Gesù Cristo. Questa concezione è frequentemente associata alle persuasioni del Luteranesimo e del Calvinismo, in particolare alla sua dottrina della grazia irresistibile, contrapposta a quelle del Pelagianesimo e del Cattolicesimo, come anche dell'Arminianesimo.

## Definizione della dottrina
Nella sua forma più semplice, il monergismo afferma che la salvezza di una persona dipenda dal principio alla fine dall'opera efficace di Dio, il quale suscita nella persona il desiderio e la capacità di ravvedersi dai propri peccati e accogliere nella sua vita la Persona e l'opera di Cristo come gli è presentata dall'Evangelo, come pure di vivere ciò che esige la fede cristiana.
Il monergismo si oppone così a livello teologico al sinergismo, il quale, nella sua forma più semplice, afferma la cooperazione fra Dio e la creatura umana nell'ambito della salvezza. Dio verrebbe così incontro alla creatura umana, aiutandola, ma lasciando che essa "faccia la sua parte". La salvezza sarebbe così incompleta fintanto che la creatura umana fa ciò che la realizzerebbe compiutamente.
Secondo il monergismo, ai peccatori è accordato il perdono, e quindi la salvezza eterna davanti a Dio, quando essi ricevono a livello personale, con fede, mediante l'azione efficace dello Spirito Santo, ciò che Gesù Cristo ha conseguito per loro attraverso la sua vita perfetta e morte sacrificale in croce. È poi lo stesso Spirito Santo che pure accompagna i credenti nella loro vita santificandoli e facendoli giungere con successo alla glorificazione finale, secondo la progressione (Ordo salutis) delineata dall'apostolo Paolo: "...quelli che ha predestinati li ha pure chiamati; e quelli che ha chiamati li ha pure giustificati; e quelli che ha giustificati li ha pure glorificati" (Romani 8,30); "Ed è grazie a lui che voi siete in Cristo Gesù, che da Dio è stato fatto per noi sapienza, giustizia, santificazione e redenzione" (1 Corinzi 1,30).
Il merito della salvezza, così, va completamente a Dio, il quale si compiace di accordare la grazia della salvezza ad un numero scelto di peccatori condannati, rigenerandoli spiritualmente, impartendo quanto è loro necessario per giungere, dal principio alla fine, ad una completa riabilitazione. Si esclude così un qualsiasi merito da parte umana conseguito autonomamente, prima o durante questo processo.

## Opposizione al monergismo
Il sinergismo e il volontarismo contestano questa concezione, sostenendo che Dio vuole che un essere umano lo segua e poi di fatto aiuti quella persona, ma che non faccia la scelta per lei. Essi sostengono che in quanto la creatura umana è fatta "ad immagine e somiglianza di Dio", questa abbia la capacità di scegliere, ravvedersi, credere ed amare Dio. Secondo il sinergismo, Dio, per il suo amore, ha dato alla creatura umana libertà di scelta, e questa sussiste ancora oggi. Essa, così, ha la capacità di rispondere alla grazia di Dio, aprendosi a lui oppure indurendo il suo cuore. I sinergisti credono che il monergismo conduca inevitabilmente al fatalismo. Non vi sarebbe quindi alcun motivo di vivere una vita morale se questo non avesse alcuna influenza sulla propria salvezza.
A queste come ad altre simili contestazioni, i monergisti replicano mettendo in evidenza come, secondo l'antropologia biblica, la creatura umana abbia di fatto completamente perduto, tanto è radicale l'effetto del peccato, ogni capacità di riabilitare sé stessa agli occhi di Dio e che senza il suo intervento decisivo essa non abbia speranza alcuna di cambiare la sua condizione di condanna rispetto ai criteri di giustizia stabiliti da Dio.
Si noti che l'Arminianesimo, non discostandosi in modo significativo dalla dottrina della totale depravazione dell'uomo che è comune al Calvinismo, accoglie l'impostazione del monergismo per ciò che riguarda l'opera della grazia divina che precede la rigenerazione (nel senso che sia nell'Arminianesimo sia nel Calvinismo, è Dio a muovere il primo passo per salvare l'uomo, mediante la sua Grazia ed il suo Spirito, a prescindere da qualsiasi risposta, merito o sforzo umano); tuttavia l'Arminianesimo si distingue nettamente dal monergismo per quanto consegue la risposta dell'uomo, la cui responsabilità non può essere attribuita a Dio. Pertanto, prevedendo la necessità di una collaborazione da parte dell'uomo ai fini della realizzazione del piano di salvezza, complessivamente l'Arminianesimo non può essere in ogni caso associato al monergismo.

## Il Monergismo nella storia
È stato all'origine soprattutto il Luteranesimo ad affermare e definire il monergismo. Nel suo Piccolo Catechismo, Martin Lutero scrive: "Io credo che per la mia propria ragione o forza io non posso credere in Gesù Cristo, mio Signore, o venire a Lui. Lo Spirito Santo, però, mi ha chiamato attraverso l'Evangelo, mi ha illuminato con i Suoi doni, e santificato e preservato nella vera fede".
Un tentativo di conciliazione teologica fra Cattolicesimo e Luteranesimo su questo argomento è avvenuto nel 1994 con la Dichiarazione congiunta sulla dottrina della giustificazione fra Chiesa cattolica e Chiesa Luterana.